# ASFAR (sportklubb)
Association Sportive des Forces Armées Royales (ASFAR) är en sportklubb från Rabat-Salé, Marocko bildad 1958.
Fotbollssektionen var den ursprungliga sektionen och bildades 1958. Därefter har följande sektioner tillkommit:
- basket - 1959
- friidrott - 1959
- handboll - 1960
- boxning - 1964
- volleyboll - 1973
- taekwondo - 1976
- brottning - 1988
- bågskytte - 2002
- aérobic - 2002
- simning - 2008